# さいたま市立与野東中学校
さいたま市立与野東中学校（ - しりつ よのひがしちゅうがっこう）は、埼玉県さいたま市中央区下落合三丁目にある公立中学校。

## 概要
さいたま市中央区の東端、さいたま新都心付近にある、旧与野市最古の新制中学校である。北隣にはさいたま市立下落合小学校がある（但し、本校は下落合、下落合小は上落合にある）。
中央区内における学校の略称は
「東中」（ひがしちゅう）または（とうちゅう）。

## 沿革

### 経緯
1947年4月1日、学制改革に伴って埼玉県北足立郡与野町立与野中学校として設立された。校章の両脇に「よの」が象られており、「東」「ひがし」がないのはこのため。
与野町立与野西中学校設立、与野町の市制施行、 さいたま市の新設合併を経て、現在の校名となった。

### 年表
- 1947年4月1日 - 与野町立与野中学校として設立。
- 1954年4月1日 - 与野町立本町小学校に分校を設置する。
- 1955年4月1日 - 本町小に併設の分校が与野町立与野西中学校として独立。それにともにない、校名を「与野町立与野東中学校」と改称する。
- 1958年7月15日 - 与野町の市制施行に伴い、校名を「与野市立与野東中学校」と改称する。
- 1961年4月1日 - 与野市大戸に分校を設置。
- 1962年4月1日 - 大戸の分校が与野市立与野南中学校として独立。
- 1965年6月1日 - 体育館竣工。
- 2001年5月1日 - さいたま市新設合併に伴い、現在の校名に改称する。
- 不明 - 校歌制定（作詞：下山つとむ、作曲：下総皖一）

## 生徒会活動
- 学級委員会
- 風紀委員会
- 体育委員会
- 保健委員会
- 整美委員会
- 図書委員会
- 報道委員会
- 給食委員会
- 合唱コンクール・三送会実行委員会
- 選挙管理委員会

## 部活動
- 運動部
  - 陸上部
  - 男子バレーボール部
  - 女子バレーボール部
  - サッカー部
  - 剣道部
  - 男子バスケットボール部
  - 女子バスケットボール部
  - 野球部
  - 体操部
  - 男子ソフトテニス部
  - 女子ソフトテニス部
  - 男子卓球部
  - 女子卓球部
  - ソフトボール部

- 文化部
  - 吹奏楽部
  - 美術部
  - 家庭科調理部
  - 園芸部
  - 理科部
  - 茶道部

## 学区
- さいたま市中央区
  - 上落合
  - 大字下落合
  - 下落合二丁目、三丁目
  - 下落合四丁目（9番から13番を除く）
  - 下落合五丁目（7番から9番を除く）
  - 下落合六丁目（8番から10番を除く）
  - 下落合七丁目（5番から7番を除く）
  - 新都心
  - 本町東七丁目

## 主な出身者
- 吉田真理子 - 元バレーボール選手。
- 菅又哲男 - 元サッカー選手。
- 金子久 - 元サッカー選手。
- 田中真二 - 元サッカー選手、指導者。
- 服部優陽 - 関西テレビアナウンサー。
- 成田凌 - モデル、俳優。
- 宮崎早織 - バスケットボール選手。
- 斎藤ちはる - テレビ朝日アナウンサー、元乃木坂46のメンバー。
- みきなつみ - シンガーソングライター、歌手

## 交通
東日本旅客鉄道（JR東日本）
- 埼京線北与野駅より徒歩約7分。
- 京浜東北線・宇都宮線・高崎線さいたま新都心駅より徒歩7分。
- 京浜東北線与野駅より徒歩10分。